# Conspiracy Con
La Conspiracy Con fue una convención anual estadounidense iniciada en 2001, y que se extendió hasta 2013, ideada por Brian William Hall para debatir y argumentar el desarrollo de diversas teorías de la conspiración, habiéndose celebrado en la ciudad de Santa Clara (California). Se llevaba a cabo el fin de semana anterior al Día de los Caídos hasta 2007, pasando desde entonces hasta 2013 al fin de semana siguiente. Tras su último evento, quedó cancelado por falta de fondos para su financiación.
Los objetivos principales de la Conspiracy Con eran exponer y analizar directamente lo que consideraban como problemas "reales" así como los causantes, o creadores, de los mismos, tanto pasados, como presentes y futuros de la sociedad, buscando proporcionar cursos de acción y posibles soluciones a los desafíos que se plantean. Algunos de esos temas, conocidos, incluían debates sobre las sociedades secretas, el Nuevo Orden Mundial, las estelas químicas, el proyecto MK Ultra, los reptilianos, eventos tecnológicos como la teoría de la energía libre y otros fenómenos paranormales.
Hall declaró que la convención buscaba "la manipulación de la humanidad por inteligencias no humanas [...] ya sean alienígenas, seres interdimensionales, figuras demoníacas o satánicas [...] cualquiera que sea la conciencia operando en este planeta que parece que la humanidad se comporta como ovejas y vacas para ser pastoreadas y sacrificadas a voluntad". "[La convención] está destinada a ser controvertida; es un enfoque serio de problemas serios que rara vez o nunca son informados por los principales medios de comunicación".
La Liga Antidifamación, organización judía fundada en 1913, describió la Conspiracy Con de 2002 como "una conferencia centrada en varias teorías de conspiración antigubernamentales, antisemitas y anticristianas".